# 적도 반류
적도
엘니뇨가 발생하는 해에는 이 해류는 태평양에서 강화된다.

## 같이 보기
- 산호 백화
- 해류
- 물리해양학
- 워커 순환
- 훔볼트 해류